# لويز ستيرن
لويز ستيرن (بالإنجليزية: Louise Stern)‏ (1978، كاليفورنيا في الولايات المتحدة)؛ كاتِبة وروائية أمريكية. درست في جامعة غالوديت.